# 矢野悦子
矢野 悦子（やの えつこ、1944年4月1日 - ）は愛知県出身のスタイリスト・ファッションアドバイザーである。

## 人物
- 幼い頃は、習字・そろばん・日本舞踊のお稽古を挑戦したがうまくいかずに失敗。中学・高校時代は体操を挑戦したが、怪我の影響で断念。卒業後の19歳で結婚したが、20歳で離婚し、辛い日々を過ごした[2]。
- 離婚後にバーで働いた時、客として来た当時の新進気鋭の写真家浅井慎平と出会う。年賀状を見て慎平はこれに目を付け、コピーライターの道を勧められ、勉強をした後、1967年に広告制作会社に入社。4年の間広告制作・雑誌の連載・CMソングの作詞を手掛けていた。その後スタイリストに転向、テレビ番組のスタッフとしてお笑いタレント・歌手・スポーツ選手など幅広い分野を手掛ける[2]。
- TBSテレビの情報番組「ジャスト」のコーナー「亭主改造計画」のレギュラーとして、若い男女から主婦層までの視聴者の支持を高く集められた[2]。
- 還暦を過ぎると、大学受験に挑戦、2006年に駒澤大学に合格。2010年に卒業[2]。

## 著書
- 「還暦スタイリストのエッちゃんの誰がババァだ!」（2004年、小学館）